# Maxine Martell
Maxine Martell (nascida DiBene em 1937) é uma artista americana.
O seu trabalho encontra-se incluído nas colecções do Museu Smithsoniano de Arte Americana, da Henry Art Gallery, em Seattle e do Northwest Museum of Arts and Culture.